# Bracon phylacteophagus
Bracon phylacteophagus är en stekelart som beskrevs av Austin 1989. Bracon phylacteophagus ingår i släktet Bracon och familjen bracksteklar. Inga underarter finns listade.